# Campanha de Heráclio em 622
A Campanha de Heráclio em 622 fez parte da guerra bizantino-sassânida de 602-628. Em 622, o imperador bizantino Heráclio estava pronto para iniciar uma contra-ofensiva contra a Pérsia sassânida, que havia conquistado a maior parte das províncias orientais do Império Bizantino.

## História
Heráclio partiu de Constantinopla no dia seguinte da Páscoa de 622, um domingo, 4 de abril. Seu jovem filho, Heráclio Constantino, ficou como regente sob os cuidados do patriarca de Constantinopla Sérgio I e do patrício Bono. Para conseguir atacar ambas as forças sassânidas, a da Anatólia e a da Síria, a primeira coisa que ele fez foi ir de barco até Pilas (Pylae) da Bitínia (e não a da Cilícia). Ele passou o verão em treinamento para aumentar as habilidades de seus homens e generais. No outono, Heráclio ameaçou as linhas de comunicação entre a Anatólia e o vale do Eufrates ao marchar para a Capadócia setentrional. Este movimento obrigou as forças persas na Anatólia, lideradas por Sarbaro, a recuar das linhas de batalha na Bitínia e na Galácia para a parte oriental da Anatólia, impedindo assim que os bizantinos chegassem à Pérsia.
O que se seguiu depois disso não é totalmente claro, mas Heráclio certamente conseguiu uma vitória decisiva sobre Sarbaro em algum lugar na Capadócia. O fator preponderantemente foi a descoberta por Heráclio de forças persas preparadas para uma emboscada e, a seguir, uma falsa retirada durante a batalha. Ao verem os bizantinos recuando, os persas saíram de seus esconderijos para persegui-los, o que os levou direto para os Optimates, a tropa de elite de Heráclio. Assim, Heráclio conseguiu expulsar os persas da Anatólia. Porém, o imperador teve que retornar para Constantinopla para lidar com a ameaça a seus domínios nos Balcãs representada pelos ávaros e deixou o exército para invernar no Ponto.